# 35ste Oscaruitreiking
De 35ste Oscaruitreiking, waarbij prijzen worden uitgereikt aan de beste prestaties in films in 1962, vond plaats op 8 april 1963 in het Santa Monica Civic Auditorium in Santa Monica, Californië. De ceremonie werd gepresenteerd door Frank Sinatra.
De grote winnaar van de 35ste Oscaruitreiking was Lawrence of Arabia, met in totaal 10 nominaties en 7 Oscars.

## Winnaars

### Films
| Categorie               | Winnaar                                   | Regie               |
| ----------------------- | ----------------------------------------- | ------------------- |
| Beste Film              | Lawrence of Arabia                        | David Lean          |
| Beste Buitenlandse Film | Les Dimanches de Ville d'Avray            | Serge Bourguignon   |
| Beste Documentaire      | Black Fox: The True Story of Adolf Hitler | Louis Clyde Stoumen |

### Acteurs
| Categorie                  | Winnaar       | Film                  |
| -------------------------- | ------------- | --------------------- |
| Beste Mannelijke Hoofdrol  | Gregory Peck  | To Kill a Mockingbird |
| Beste Vrouwelijke Hoofdrol | Anne Bancroft | The Miracle Worker    |
| Beste Mannelijke Bijrol    | Ed Begley     | Sweet Bird of Youth   |
| Beste Vrouwelijke Bijrol   | Patty Duke    | The Miracle Worker    |

### Regie
| Categorie       | Winnaar    | Film               |
| --------------- | ---------- | ------------------ |
| Beste Regisseur | David Lean | Lawrence of Arabia |

### Scenario
| Categorie                | Winnaar                                         | Film                  |
| ------------------------ | ----------------------------------------------- | --------------------- |
| Beste Origineel Scenario | Ennio De Concini Alfredo Giannetti Pietro Germi | Divorzio all'italiana |
| Beste Bewerkt Scenario   | Horton Foote                                    | To Kill a Mockingbird |

### Speciale prijzen
| Categorie                        | Winnaar      |
| -------------------------------- | ------------ |
| Jean Hersholt Humanitarian Award | Steve Broidy |